# Park Ji-won (patinage de vitesse sur piste courte)
Cet article concerne un patineur de vitesse sur piste courte sud-coréen. Pour le nouvelliste coréen, voir Park Ji-won.
Park Ji-won (en coréen : 박지원) est un patineur de vitesse sur piste courte sud-coréen.

## Biographie
Lors de la première manche de la Coupe du monde de patinage de vitesse sur piste courte 2019-2020, il obtient une médaille de bronze au 1 000 m. Il patine dans le relais masculin, qui arrive deuxième, et au relais mixte, où l’équipe se place troisième. Lors de la deuxième manche, il remporte le 1 500 m et arrive troisième au second 1 000 m et obtient les deux mêmes résultats en relais. A la troisième manche, il remporte le 1 000 m et le second 1 500 m ; le relais masculin est à nouveau deuxième, tandis que le relais mixte, où il patine avec Kim Alang, Kim Dong-wook et Choi Min-jeong, remporte la compétition. A la quatrième manche, il prend le bronze au 1 000 m et son équipe arrive troisième du relais masculin . Il remporte encore le 1 000 m à la cinquième manche, ainsi que le second 1 500 m ; son équipe remporte le relais masculin, avec Kim Da-gyeom, Lee June-seo et Park In-wook. Il remporte le 1 500 m et le second 1 000 m à la dernière manche de la compétition ; au relais mixte, son équipe arrive en deuxième place, cette fois avec Lee June-seo, Noh Ah-rum et Seo Whi-min. À l’issue de la saison, il est premier mondial du 1 000 m et 1 500 m, son équipe de relais masculin est deuxième du classement derrière la Russie et le pays est troisième au classement du relais mixte. Cela le classe premier mondial au classement général. 